# Sudoměř
Sudoměř – wieś i gmina w Czechach, w kraju środkowoczeskim, w powiecie Mladá Boleslav. Według danych z dnia 1 stycznia 2013 liczyła 83 mieszkańców.